# Championnats du monde d'escrime 1986
Navigation
Édition précédente Édition suivante
Les championnats du monde d'escrime 1986 se sont déroulés à Sofia en Bulgarie du 25 juillet au 3 août. Il y avait 8 épreuves au programme
- Fleuret féminin individuel et par équipe
- Fleuret masculin individuel et par équipe
- Epée masculine individuel et par équipe
- Sabre masculin individuel et par équipe

## Médaillés
| Épreuves           | Or | Argent | Bronze |
| ------------------ | --- | --- | --- |
| Épée               | | | |
| Hommes individuel  | Philippe Riboud                                                                                        | Miklós Bodoczy                                                                                                 | Olivier Lenglet                                                                                            |
| Hommes par équipes | Allemagne de l'Ouest- Alexander Pusch - Achim Bellmann - Volker Fischer - Thomas Gerull - Arnd Schmitt | Union soviétique- Vitali Ageyev - Sergueï Kravtchouk - Andrei Chouvalov - Aleksander Mozhayev - Mikhaïl Tichko | Italie- Sandro Cuomo - Roberto Manzi - Stefano Bellone - Angelo Mazzoni - Maurizio Randazzo                |
| Fleuret            | | | |
| Hommes individuel  | Andrea Borella                                                                                         | Tulio Díaz | Mauro Numa                                                                                                 |
| Hommes par équipes | Italie- Mauro Numa - Andrea Cipressa - Andrea Borella - Federico Cervi                                 | Allemagne de l'Ouest- Harald Hein - Matthias Behr - Klaus Reichert - Thorsten Weidner - Ulrich Schreck         | Allemagne de l'Est- Jens Howe - Ingo Weißenborn - Udo Wagner - Adrian Germanus - Aris Enkelmann            |
| Femmes individuel  | Anja Fichtel                                                                                           | Sabine Bau | Olga Voshchakina                                                                                           |
| Femmes par équipes | Union soviétique- Valentina Sidorova - Olga Velichko - Olga Voshchakina - Marina Soboleva              | Italie- Margherita Zalaffi - Annapia Gandolfi - Giovanna Trillini - Lucia Traversa - Francesca Bortolozzi      | Allemagne de l'Ouest- Sabine Bau - Anja Fichtel - Sabine Bischoff - Christiane Weber - Zita Funkenhauser   |
| Sabre              | | | |
| Hommes individuel  | Sergueï Mindirguassov                                                                                  | Imre Bujdoso                                                                                                   | Vasil Etropolski                                                                                           |
| Hommes par équipes | Union soviétique- Andrei Alchan - Heorhiy Pohosov - Sergueï Mindirguassov - Viktor Krovopouskov        | Pologne- Janusz Olech - Robert Kościelniakowski - Andrzej Kostrzewa - Jarosław Koniusz - Tadeusz Piguła        | Bulgarie- Hristo Etropolski - Vasil Etropolski - Gueorgui Tchomakov - Marin Ivanov - Nikolay Marintchechki |

## Tableau des médailles
| Rang | Nation             | Or | Argent | Bronze | Total |
| ---- | ------------------ | -- | ------ | ------ | ----- |
| 1    | Union soviétique   | 3  | 1      | 1      | 5     |
| 2    | Allemagne          | 2  | 2      | 1      | 5     |
| 3    | Italie             | 2  | 1      | 2      | 5     |
| 4    | France             | 1  | 0      | 1      | 2     |
| 5    | Hongrie            | 0  | 1      | 0      | 1     |
| 6    | Cuba               | 0  | 1      | 0      | 1     |
| 7    | Pologne            | 0  | 1      | 0      | 1     |
| 8    | Roumanie           | 0  | 1      | 0      | 1     |
| 9    | Bulgarie           | 0  | 0      | 2      | 2     |
| 10   | Allemagne de l'Est | 0  | 0      | 1      | 1     |